# Zagava írás
A zagava vagy beria írás, Beria Giray Erfe („zagava írásjelek”), a dárfúri és csádi zagava nyelv (más néven beria) számára létrehozott őshonos alfabetikus írás.
Az 1950-es években egy Adam Tádzsír nevű szudáni zagava tanár megalkotta a nyelv ábécéjét, amelyet néha "teveábécének" is neveznek, mert írásjeleit a tevék és más jószágok klánjelzéseiből alkotta meg. Az arab írást másolta le, így a rendszer nem volt tökéletes a zagava nyelv számára.
2000-ben egy Siddick Adam Isza nevű zagava állatorvos átdolgozta Tádzsír írását egy olyan formára, amely népszerűnek bizonyult a zagava közösségben. A tipográfia némileg újszerű, mivel a nagybetűk ereszkedő betűi a kisbetűk és az írásjelek alapvonala alá esnek, ellentétben a latin ábécé nagybetűivel, amelyek a legtöbb kisbetű fölé emelkednek. A zagava írásrendszer egy teljes ábécé, a magánhangzók önálló betűkkel rendelkeznek; a hangsúlyok jelölésére azonban mellékjeleket használnak (tompa ékezet az ereszkedő, éles ékezet az emelkedő hangsúlyt jelöli; a magas, közép és mély hangok nem jelzettek), valamint a fejlett nyelvgyök magánhangzók jelölésére (a  macron (vonal a /i e ə o u/ betűkből ered /ɪ ɛ a ɔ ʊ/).

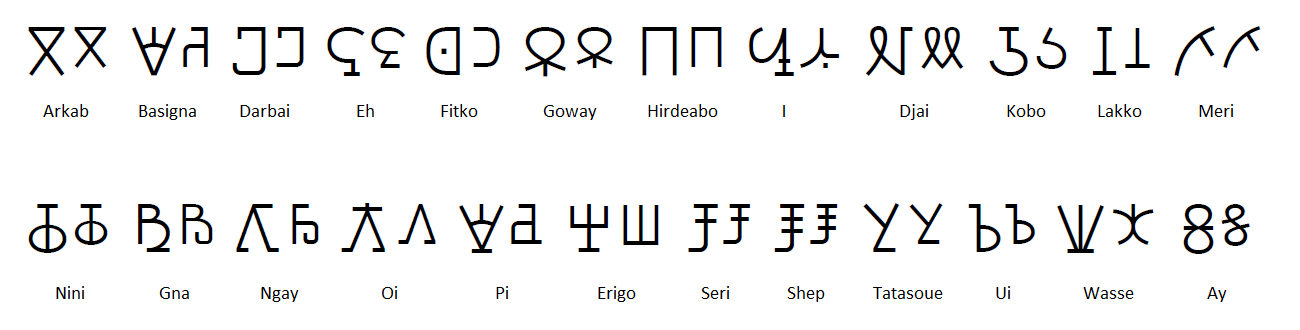
A zagava, más néven Beria ábécé nagybetűs (bal) és kisbetűs (jobb) betűpárja. Az ábécé sorrendje a latint követi: //a b d ɛ f ɡ h~ħ ɪ ʒ k l m n ɲ ŋ ɔ p ɾ~r s ʃ t ʊ w j//.

Az /p/ betűt, amely sem a zagava, sem az arab nyelvben nem fordul elő, úgy írjuk, hogy a /b/ betűhöz egy farokvonást adunk; a /ʃ/ pedig a /s/ betűből származik egy keresztvonással. A jelek szerint nincs /ħ/ betű, és nincs különbség a /ɾ/ és az /r/ között sem.
Az európai számjegyeket és írásjeleket használják.

## Fordítás
- Ez a szócikk részben vagy egészben  a   Zaghawa script című angol Wikipédia-szócikk ezen változatának fordításán alapul.  Az eredeti cikk szerkesztőit annak laptörténete sorolja fel. Ez a jelzés csupán a megfogalmazás eredetét és a szerzői jogokat jelzi, nem szolgál a cikkben szereplő információk forrásmegjelöléseként.